# Primordiala svarta hål
Primordiala svarta hål är svarta hål som enligt en hypotes uppstod i universums barndom när materien var mycket tät. Den gängse uppfattningen är annars att svarta hål uppstår ur kollapsande stjärnor.
Ursprungliga svarta hål med godtyckliga massor postuleras ha bildats genom kvantfluktuationer i det tidiga Kosmos. Svarta hål inom astrofysiken kan klassificeras efter sin massa i fyra-fem olika storleksklasser. De primordiala skulle då täcka in även de minsta i mikroklassen upp till en massa om drygt 10 miljarder ton, som är den undre gränsen för den ursprungliga massan hos hål som i dag teoretiskt skulle kunna observeras i vår närhet. Lättare hål skulle under 13,7 miljarder år ha evaporerat genom så kallad Hawkingstrålning. Deras slutfas är en intensiv blixt, som borde kunna observeras. Någon observation som kan styrka existensen av sådana objekt har ännu inte gjorts.
Rymdteleskopet Fermi Gamma-ray Space Telescope har bland annat till uppgift att utröna detta.